# رينيه لابات
رينيه لابات (بالإنجليزية: René Labat)‏ ؛(5 يونيو 1904 - 3 أبريل 1974) هو عالم آشوريات فرنسي من القرن العشرين، وُلِد في جاسكوني، وهو والد فلورنس مالبران لابات، عالمة لغويات. كان عضوًا في أكاديمية النقوش والآداب من 1968 إلى 1974 وأستاذًا في كوليج دو فرانس من 1952 حتى وفاته.